# Leiophasma operculatum
Leiophasma operculatum är en insektsart som först beskrevs av Ludwig Redtenbacher 1906.  Leiophasma operculatum ingår i släktet Leiophasma och familjen Anisacanthidae. Inga underarter finns listade i Catalogue of Life.